# La Salle-les-Alpes
La Salle-les-Alpes (do 1987 r. La Salle) – miejscowość i gmina we Francji, w regionie Prowansja-Alpy-Lazurowe Wybrzeże, w departamencie Alpy Wysokie. Jest jedną z pięciu gmin, tworzących aglomerację miejską Briançon.

## Położenie
Miejscowość leży w dolinie górnego biegu rzeki Guisane, pomiędzy Masywem Cerces po stronie północno-wschodniej a grupą Écrins po stronie południowo-zachodniej. Średnia wysokość to 1400 m n.p.m.
Obejmuje następujące przysiółki (osady):
- la Salle
- Villeneuve
- le Bez
- les Pananches
- Moulin-Baron

Przez miejscowość przebiega ważna droga departamentalna nr 1091 (Route départementale 1091) - dawna droga krajowa nr 91 (Route nationale 91), łącząca Grenoble z Briançon przez przełęcz Lautaret.

## Demografia
Według danych na rok 1990 gminę zamieszkiwało 981 osób, a gęstość zaludnienia wynosiła 28 osób/km² (wśród 963 gmin regionu Prowansja-Alpy-W. Lazurowe La Salle-les-Alpes plasuje się na 385. miejscu pod względem liczby ludności, natomiast pod względem powierzchni na miejscu 275.).